# Snöfrid Svåsesdotter
Snöfrid Svåsesdotter (Snæfríðr Svásadóttir eller Snjófríthr Svásadóttir) var, enligt Heimskringla och Ágrip, en av den norske kungen Harald Hårfagers många hustrur. Både Ágrip af Nóregskonungasögum och Snorre Sturlasson säger att hon var »finne«, det vill säga same.

## Sagan om Snöfrid
Då kung Harald en vinter var på gästning i Opplandene lät han, enligt Snorre Sturlasson, tillreda ett gästabud på gården Tofte i Gudbrandsdalen vid foten av Dovrefjäll. På julafton blev han av »jätten« Svåse (Svási) inbjuden till dennes hydda »på andra sidan backen«. Kungen samtyckte och gick, trots att några av hans män avrådde honom, »över backen«.
»Där reste sig Svåses dotter Snöfrid, en mycket fager kvinna, och iskänkte åt konungen ett kärl fullt med mjöd. Han tog emot det och fattade på samma gång hennes hand, och genast var det som om eld kom i hans kropp, och han ville genast ha umgänge med henne samma natt.«
Harald tog nu Snöfrid till hustru. »Han älskade henne med sådant raseri, att han försummade sitt rike och allt vad som ålåg honom.« De fick fyra söner: Sigurd oäkting (Sigurðr hrísi), Halvdan högben (Hálfdan háleggr), Gudröd stråle (Guðrøðr ljómi) och Ragnvald likben (Rǫgnvaldr réttilbeini).
Sedan dog Snöfrid, men hennes kropp var fortfarande lika rosigt röd som då hon varit i livet. »Konungen satt ständigt över henne och trodde att hon skulle vakna till liv igen. Så gick det i tre år; han sörjde över hennes död, men allt folket sörjde över hans vanvett.«
En klok man vid namn Torleif den vise (Þorleifr spaki) lyckades till sist lirka med kungen och få honom att inse att det var föga hedersamt att låta den döda ligga för länge i samma kläder. Nog vore det mer passande att flytta henne och skifta kläderna under henne, tyckte han. Det gick kungen med på – och därmed blev förtrollningen bruten:
»Så snart hon flyttades ur sängen, slog det ut ur kroppen en svår liklukt och all slags ond stank. Man skyndade sig då att göra ett bål och bränna henne; men dessförinnan blånade hela kroppen och ormar och ödlor, grodor och paddor och alla slags vidriga krypdjur krälade fram därur. Så sjönk hon till aska; men konungen återfick sitt förstånd ...«
Då Harald insåg att Snöfrid varit en trollkona »blev han så vred, att han drev bort ifrån sig alla sina söner med henne och ville icke se dem«. Han blev också så hatisk mot allt trollfolk att han senare lät dräpa sin egen och Snöfrids son Ragnvald, då han fick veta att denne ägnade sig åt sejd. Mordet utfördes av Haralds älsklingsson Erik Blodyx, det första av hans många brödramord.

## Folktrosinslag i sagan
Berättelsen om Snöfrid rymmer åtskilliga element som leder tankarna till både folktro, sagor och sägner. Dovrefjäll, där det första mötet ägde rum, har alltid spelat en stor roll i norsk och norrön diktning. Julafton, då mötet skedde, var också en tidpunkt då övernaturliga makter ansågs ha fritt spelrum. Dessutom finns det en egendomlighet i skildringen av detta första möte. Snorre nämner inte hur Harald kom fram till Svåses boning. Han skriver bara att Harald, trots varningar, »gick över backen«, och i nästa mening säger han att Snöfrid reste sig och bjöd honom mjöd. Detta leder tankarna till en bergtagningsscen eller ett besök hos de underjordiska. Huldran troddes ju kunna väcka mannens åtrå, och detta är vad som sker när Harald fattar Snöfrids hand.
Det enda som någorlunda utförligt berättas om Snöfrid är hur hon ligger på en treårig likvaka – inte i en kista av glas som Snövit, men väl på dunbolster och scharlakanstäcken, enligt Snorre. Det är dock en omvänd Snövitsaga utan lyckligt slut. När förtrollningen bryts är det Snövit/Snöfrid som visar sig ha varit häxan, och hennes kropp går i hastig förruttnelse.

## Historisk kärna
Norska historiker har på senare tid velat se Snöfrid som en symbol för det samiska folket. Sagan om hennes äktenskap med kung Harald kan då uppfattas som en berättelse om en tidig politisk allians mellan norrmän och samer. Else Mundal, liksom Gro Steinsland, är förespråkare för denna rikssamlingsmyt: 
»Genom äktenskapsallianser hade Harald knutit till sig stam efter stam av det norska folket och till sist återstod bara samerna. Med berättelsen om Harald och Snöfrid och äktenskapsallians mellan nordiska och samiska folk var den norska rikssamlingen fullbordad.«

## Anmoder
Snöfrids son Sigurðr hrísi blev, enligt de isländska genealogierna, farfar till Sigurd Syr, kung av Ringerike, som var far till Harald Hårdråde, så oavsett vem Snöfrid än var, eller vad hon var (huldra?, jättinna?), kan hon ses som det nuvarande norska kungahusets anmoder.